# Lee Nak-yon
Lee Nak-yon (* 5. Dezember 1951 in Yeonggwang) ist ein südkoreanischer Politiker, der vom 31. Mai 2017 bis zum 14. Januar 2020 der 45. Premierminister Südkoreas war. Davor war er seit Juli 2014 Gouverneur der Provinz Jeollanam-do. Er gehört der Deobureo-minju-Partei an.
Nach einem Studium der Rechtswissenschaften an der Seoul National University arbeitete er bis in das Jahr 2000 als Journalist für die Zeitung Dong-a Ilbo.
2000 wurde Lee in die Gukhoe gewählt und diente als Parlamentarier bis zu seiner Wahl zum Gouverneur seiner Heimatprovinz.
Im Jahr 2017 wurde Lee vom neugewählten Präsident Südkoreas Moon Jae-in für das Amt des Premierministers bestellt. Lee werden enge Kontakte nach Japan nachgesagt. Er spricht ebenfalls fließend Japanisch.
Am 14. Januar 2020 übernahm Chung Sye-kyun das Amt des Premierministers.